# Aatma
Pour plus de détails, voir Fiche technique et Distribution.
Aatma (आत्मा) est un film indien de Bollywood réalisé par Suparn Verma sorti le 22 mars 2013.
Le film met en vedette Bipasha Basu, Nawazuddin Siddiqui. Le long métrage fut un succès mitigé.

## Distribution
- Tillotama Shome : Vaishali Sinha

## Box-office
- Box-office Inde: 80 000 000 roupies indiennes[2].
- Budget: 80 000 000 roupies indiennes.